# Массовая гибель мигрантов в Сан-Антонио (2022)
27 июня 2022 года 53 тела были обнаружены внутри и вокруг тягача с прицепом недалеко от базы ВВС Лэкленд в Сан-Антонио, штат Техас, США. Сообщается, что смертельные случаи произошли во время явной попытки ввоза нелегальных мигрантов в Южный Техас , и это — самый смертоносный инцидент такого рода в истории Соединенных Штатов.

## Предыстория
В 2022 году американо-мексиканскую границу пересекло рекордное количество мигрантов. Данные Погранично-таможенной службы США показали, что число арестов нелегальных иммигрантов на границе в мае достигло самого высокого уровня, когда-либо зарегистрированного. Согласно итоговым данным, в мае было арестовано 239 416 человек возле границы, что на 2% больше, чем в апреле.
Сан-Антонио известен как крупный транзитный пункт для мигрантов, которые едут из Техаса в остальные части США (город расположен в 240 км от американо-мексиканской границы). Ранее в июне Министерство внутренней безопасности обнародовало подробности об усилиях администрации Байдена по борьбе с контрабандой людей и нелегальной миграцией в связи с Саммитом Америк, состоявшимся в Лос-Анджелесе. Серия операций, начатых в США, является частью крупнейшей операции по борьбе с контрабандой людей, когда-либо проводившейся в регионе: всего за два месяца было задействовано более 1300 человек и арестовано почти 2000 контрабандистов.
Похожий инцидент произошел в Сан-Антонио 23 июля 2017 года, когда 39 мигрантов были обнаружены в тягаче с прицепом на парковке Walmart (10 из них погибли). Восемь погибших скончались на месте, двое — в больнице. Установлено, что причиной смерти мигрантов стал тепловой удар в сочетании с удушьем.

## Обнаружение
27 июня тягач с прицепом был обнаружен на Кинтана-Роуд работниками соседнего предприятия. Дорога проходит параллельно межштатной автомагистрали 35, одному из основных маршрутов с севера на юг в центральной части Соединенных Штатов для движения и торговли от южной границы, который часто используется контрабандистами. Начальник полиции Сан-Антонио Уильям Макманус сообщил, что офицерам позвонили незадолго до 18:00 после того, как прохожий услышал крик о помощи. Когда рабочий подошел к тягачу, он увидел внутри несколько тел. Прибывшие на место экстренные службы обнаружили, что многие люди, находившиеся внутри тягача, мертвы, а другие слишком обессилели из-за теплового удара и обезвоживания (температура внутри была около 100° F), чтобы выбраться из салона.
Первоначально сорок шесть тел были обнаружены в тягаче с прицепом недалеко от базы ВВС Лэкленд в Сан-Антонио, штат Техас. Еще шестнадцать человек, двенадцать взрослых и четверо детей, были доставлены живыми и в сознании в медицинские учреждения. Три человека позже скончались после прибытия в больницу в тот же день в баптистской системе здравоохранения, а еще один умер на следующий день. Среди погибших опознаны 27 человек из Мексики, 14 из Гондураса, семеро из Гватемалы и двое из Сальвадора..

## Жертвы
В результате инцидента погибло пятьдесят три человека, сорок шесть тел были обнаружены в трейлере. Трое выживших скончались в больнице Баптистской системы здравоохранения позже в тот же день и еще один на следующий день. Погибшими были сорок мужчин и тринадцать женщин: двадцать семь из Мексики, четырнадцать из Гондураса, семь из Гватемалы и двое из Сальвадора.
Шестнадцать пострадавших, но находящихся в сознании, двенадцать взрослых и четверо детей были доставлены в медицинские учреждения. Возраст жертв варьировался от 13 до 55 лет.

## Расследование
28 июня 2022 года четыре человека, в том числе предполагаемый водитель, были взяты под стражу.

## Реакция

### Международная реакция
Президент Мексики Андрес Мануэль Лопес Обрадор выразил сожаление по поводу гибели людей и заявил, что правительство Мексики готово помочь властям США. Далее Лопес Обрадор сказал, что трагедия была вызвана «отчаянием» и «торговлей людьми». Президент Гватемалы Алехандро Джамматтеи также выразил сожаление по поводу гибели людей и потребовал ужесточить наказания за торговлю людьми и сделать ее преступлением, влекущим за собой выдачу.

### Реакция в США
Губернатор Техаса Грег Эбботт и сенатор Тед Круз обвинили президента Байдена, заявив, что его политика «открытых границ» привела к этому, а его «отказ выполнять закон» «имел смертельные последствия». Мэр Сан-Антонио Рон Ниренберг назвал находку трагичной и ужасающей и выразил надежду, что виновные будут привлечены к ответственности по всей строгости закона. Начальник пожарной охраны Сан-Антонио Чарльз Худ рассказывая о трагедии подчеркнул ее влияние на службы экстренного реагирования, заявив, что «мы не должны открывать грузовик и видеть там груды тел.... никто из нас не приходит на работу, ожидая этого».